# Амфілохій (Радович)
Митрополит Амфілохій (серб. Амфилохије Радовић в миру Рісто Радович; 7 січня 1938, село Барі Радовича, Нижня Морача, Королівство Югославія — пом. 30 жовтня 2020 року) — єпископ Сербської православної церкви; з 30 грудня 1990 року — митрополит Чорногорський і Приморський. З 15 листопада 2009 року по 22 січня 2010 року був місцеблюстителем Сербського патріаршого престолу. Член Спілки письменників Сербії і Чорногорії.
Іменини — 6 грудня (святителя Амфілохія Іконійського).

## Біографія
Народився 7 січня 1938 року в селі Барі Радовича в Нижній Мораче (громада Колашин в Чорногорії) від батька Чира і матері Мілеви (уродженої Бакіч); при хрещенні отримав ім'я Рісто.
При монастирі Морача закінчив початкову школу. Навчався в Барі і монастирі Морача. У 1958 році закінчив Бєлградську духовну семінарію. У 1962 році закінчив Духовну академію Святого Сави в Белграді; навчався на філософському факультеті Белградського університету за спеціальністю класична філологія, потім в Берні (Швейцарія) і в Римі в Папському східному інституті та Інституті святого Ансельма (1964—1965).
У 1967 році в Афінах митрополитом Кефалінійським Прокопом був пострижений в чернецтво з ім'ям Амфилохий. Ним же в 1968 році висвячений на священника в місті Аргостоліон (Греція), в тому ж році возведений у сан архімандрита. У 1968—1973 роках здійснював пастирське служіння в парафіях Спата і Коропіон (Греція).
17 червня 1973 роки захистив докторську дисертацію «Таємниця Святої Трійці за вченням св. Григорія Палами» (грецькою мовою).
Рік провів на Святій Горі, звідки був направлений викладати в Париж в Свято-Сергієвський православний богословський інститут. Великий вплив на нього зробили архімандрит Іустин (Попович), богослов і духівник, і святогірський старець Паїсій Святогорець.
З 1976 року викладач на кафедрі православної педагогіки в Белградській духовної академії Іоанна Богослова.
У травні 1985 року обраний єпископом Банатським з кафедрою в місті Вршац. 16 червня того ж року відбулася його архієрейська хіротонія, яку зробили: патріарх Сербський Герман, митрополит Кефаллінійскій Прокопій (Елладська православна церква), єпископ Жічський Стефан (Боца), єпископ Шумадійський Сава (Вукович) і єпископ Далматинський Микола (Мрджя).
30 грудня 1990 року був зведений в сан митрополита Чорногорського і Приморського, Зетського-Брдского і Скендерійского і екзарха Священного трону Печського. У Цетинє в 1992 році було відновлено роботу Цетинської духовної семінарії, закритої в 1945 році. Заснував журнал «Светигора», а також однойменний видавничий центр. Оновив і побудував заново велику кількість церков і монастирів в Чорногорії, що сприяло значному збільшенню числа священнослужителів і ченців в єпархії.
6 травня 2006 року по спеціальним запрошенням прибув на IV Всезакордонний собор РПЦЗ, що відкрився на наступний день. 9 травня, не чекаючи закінчення собору, відбув в свою єпархію, посилаючись на скрутне становище православ'я на Балканах .
З огляду на госпіталізації патріарха Павла з 13 листопада 2007 Архієрейський собор Сербської церкви, що відкрився 15 травня 2008 року в Белграді, постановив тимчасово передати функції предстоятеля Священному синоду на чолі з митрополитом Амфілохієм.
У день кончини патріарха Павла, 15 листопада 2009 року, на екстреному засіданні Священного синоду Сербської церкви обраний місцеблюстителем Сербського патріаршого престолу.
З 21 травня по 18 листопада 2010 року був тимчасовим адміністратором Рашсько-Призренської єпархії.
Назвав гей-парад в Белграді 10 жовтня 2010 року «отрутою, яка розливається по вулицях Белграда», додавши, що він «страшніше урану». Митрополит також заявив, що Содом заразив «сучасну цивілізацію» і «піднявся на п'єдестал божества», в зв'язку з чим закликав бойкотувати хід. Представники ЛГБТ звинуватили митрополита Амфілохія в гомофобії: член комітету із захисту прав секс-меншин Сербії Невена Петрушіч зажадала вибачень, в іншому випадку пригрозивши судовим розглядом. Митрополит відмовився приносити вибачення.
26 травня 2011 року було утворено Буенос-Айреську єпархію, що містить парафії Сербської церкви в Південній і Центральній Америці. Адміністратором новоствореної єпархії був призначений митрополит Амфілохій.
За фразу «хто знищить церкву, нехай знищить Бог його самого і його потомство» був звинувачений в спробі розпалювання ненависті і прокльону уряду Чорногорії, в зв'язку з чим його 23 червня 2011 року було викликано до суду, який на вимогу митрополита перенесений на більш пізній час. У разі позитивного рішення суду, митрополиту загрожував штраф.
11 лютого 2015 року в академічному актовому залі ректор Санкт-Петербурзької духовної академії архієпископ Петергофский Амвросій (Єрмаков) вручив митрополиту Амфілохію докторський хрест і диплом про присвоєння ступеня почесного доктора Санкт-Петербурзької православної духовної академії .
У жовтні 2015 року в Шамбезі очолював делегацію Сербської православної церкви під час П'ятої Всеправославної передсоборної наради .
У 2018 році критикував неучасть Московського патріархату у Всеправославному соборі.
У ряді своїх виступів засуджував надання автокефалії ПЦУ, зокрема, заявивши: «Його [патріарха Варфоломія ] владолюбство призвело до великих бід в Україні, до поділу, яке є катастрофічним для майбутнього не лише України і всіх слов'янських народів, але водночас і для всього православ'я „,“ Константинопольський патріарх не має права називати себе главою Православної Церкви, як це написано в українському томосі. У Церкви є тільки один глава — це Христос».
У січні 2019 року, правляча Демократична партія соціалістів Чорногорії (ДПС) засудила митрополита Амфілохія за «примітивні і сороміцькі випади», якими він під час своєї проповіді перед Подгорицьким Воскресенським собором на Різдво Христове, на думку ДПС, образив і принизив «віруючих Чорногорської церкви, себе самого, а перш за все високий церковний сан митрополита»; ДПС звернулася до державних органів Чорногорії, закликавши їх встановити наявність в інциденті елементів мови ворожнечі (серед іншого, митрополит Амфілохій в своєму слові засудив уряд Чорногорії за «створення лжецеркви», визнання Косова і приєднання до санкцій проти Росії). Клопотання про порушення проти нього кримінальної справи за статтями 169 і 370 Кримінального кодексу Чорногорії в зв'язку з даним інцидентом подали в прокуратуру Чорногорії також інші громадські організації Чорногорії .
6 жовтня 2020 року захворів на коронавірус. 30 жовтня помер від ускладнень коронавірусу — пневмонії.